# 別子山ふるさと館
別子山ふるさと館（べっしやまふるさとかん）は、愛媛県新居浜市別子山保土野の愛媛県道6号高知伊予三島線沿いに位置し、別子山の歴史・自然・風土を学ぶことができる施設である。入館料は不要。
館外の自然に接するための遊歩道が整備されている。また、併設の喫茶軽食コーナーで休憩をとることができる。

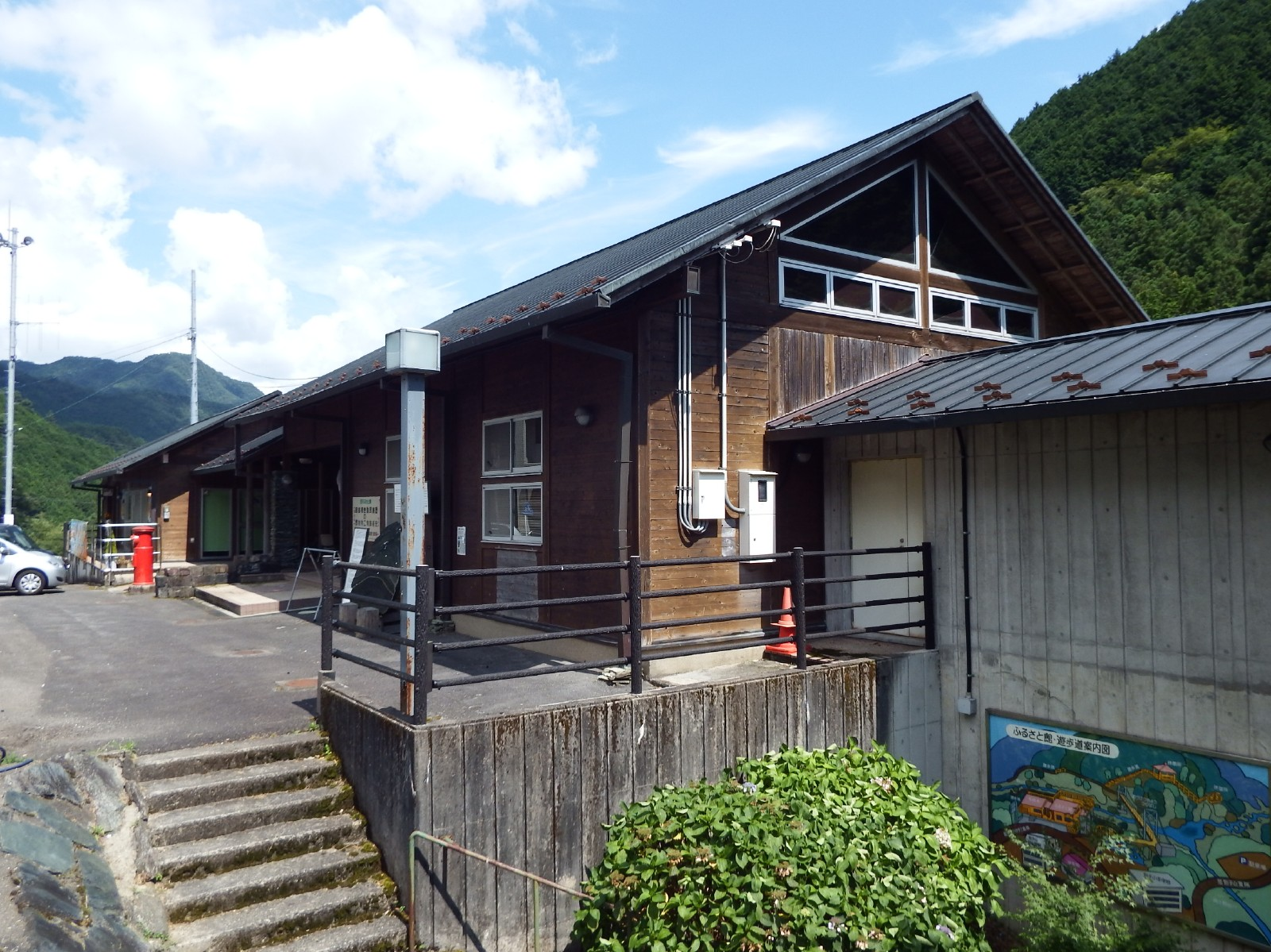
向って右から

## 概要
ふるさと創生事業により1990年（平成2年）8月に竣工した。1階には別子銅山関連や別子山の自然に関する資料が展示され、地階には別子山でかつて使われていた民俗品や生活品が展示されている。建物外の小庭園の先に銅山川にかかる鉄製吊り橋があり、対岸に渡ると川沿いの遊歩道に通じている。吊り橋を渡った左前方に石段があり、それを上流方向へ行き止まりまで進むと新居浜市指定天然記念物の甌穴(おうけつ)群を見ることができる。

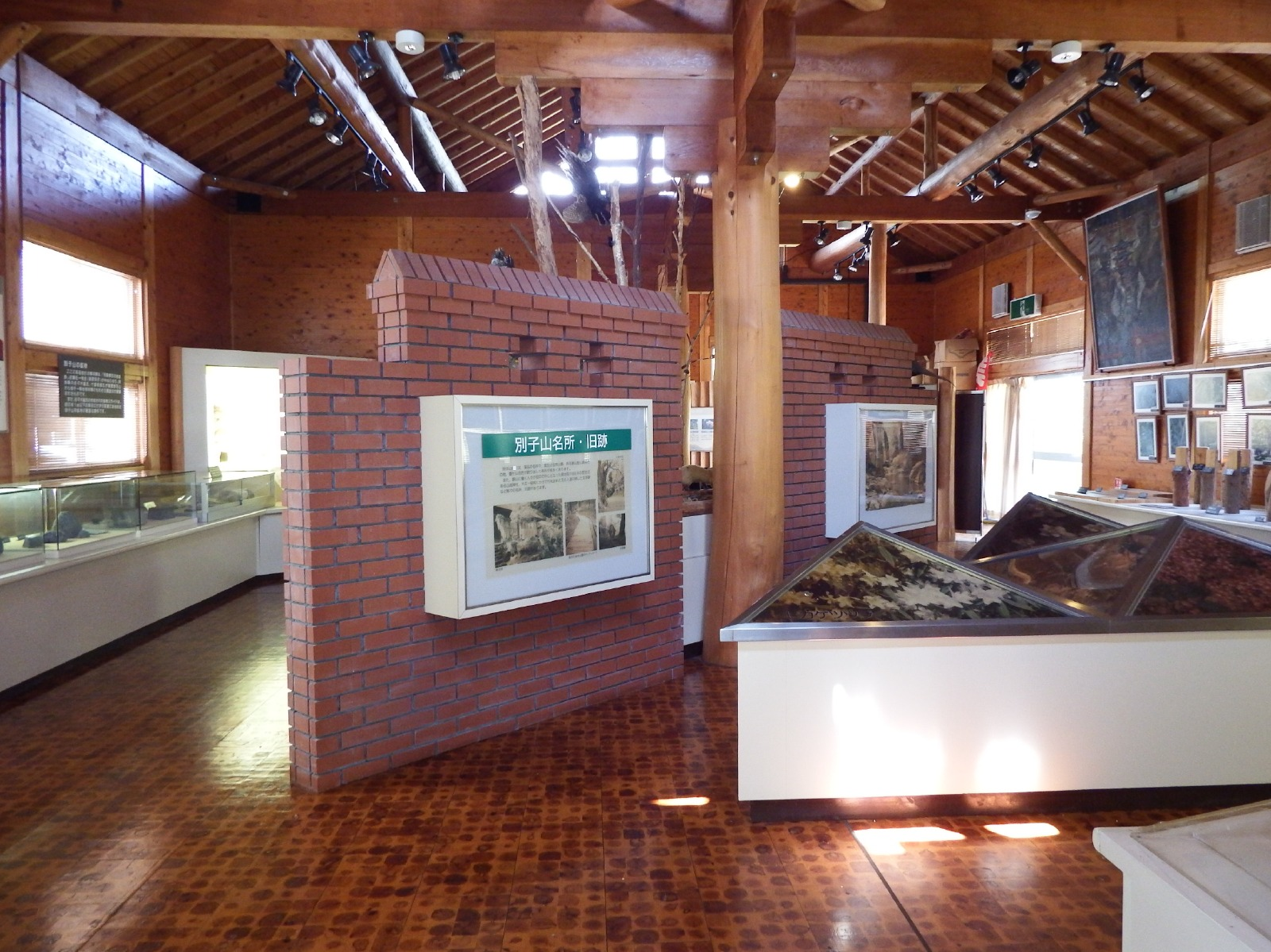
一階
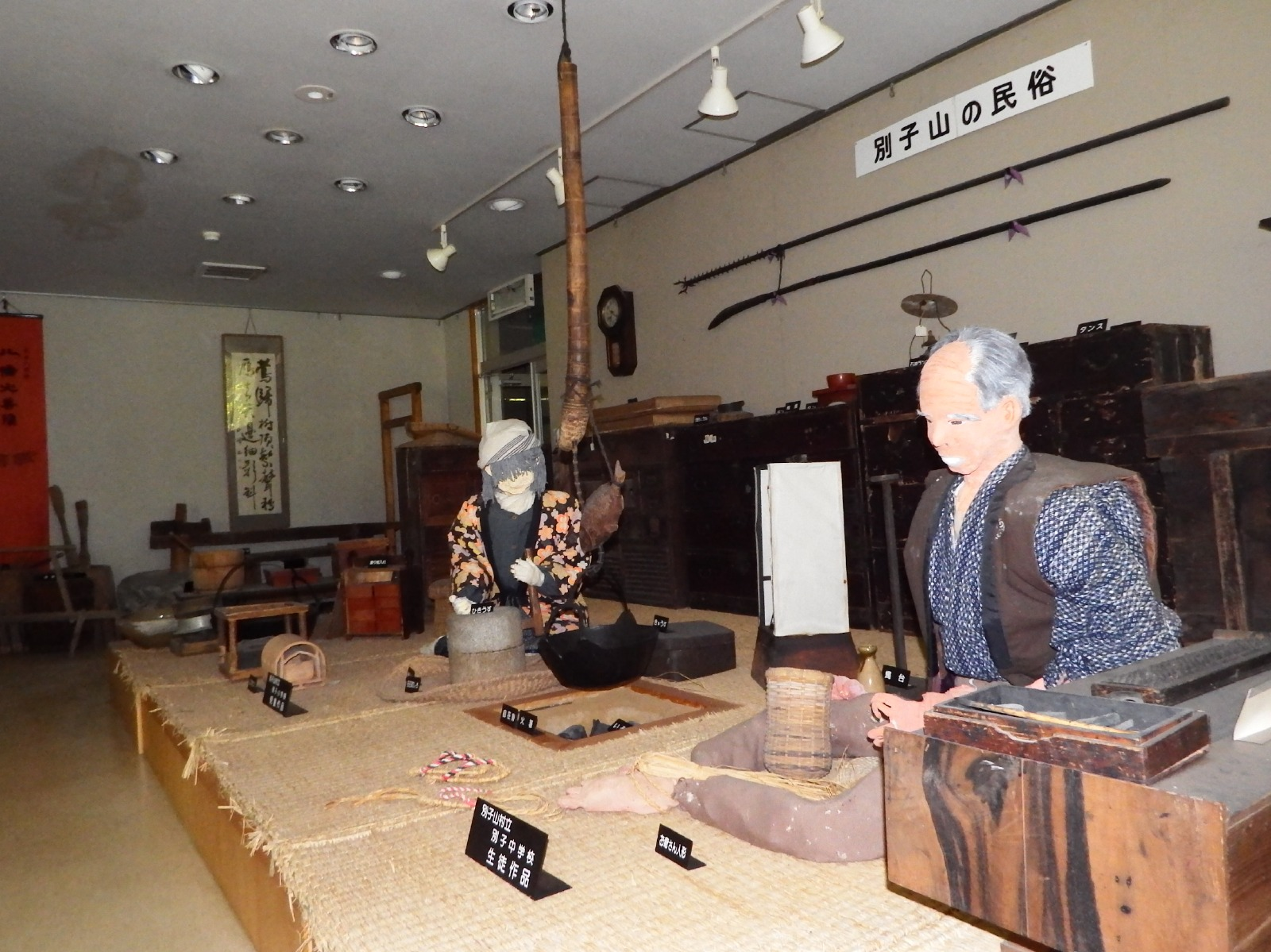
地下階
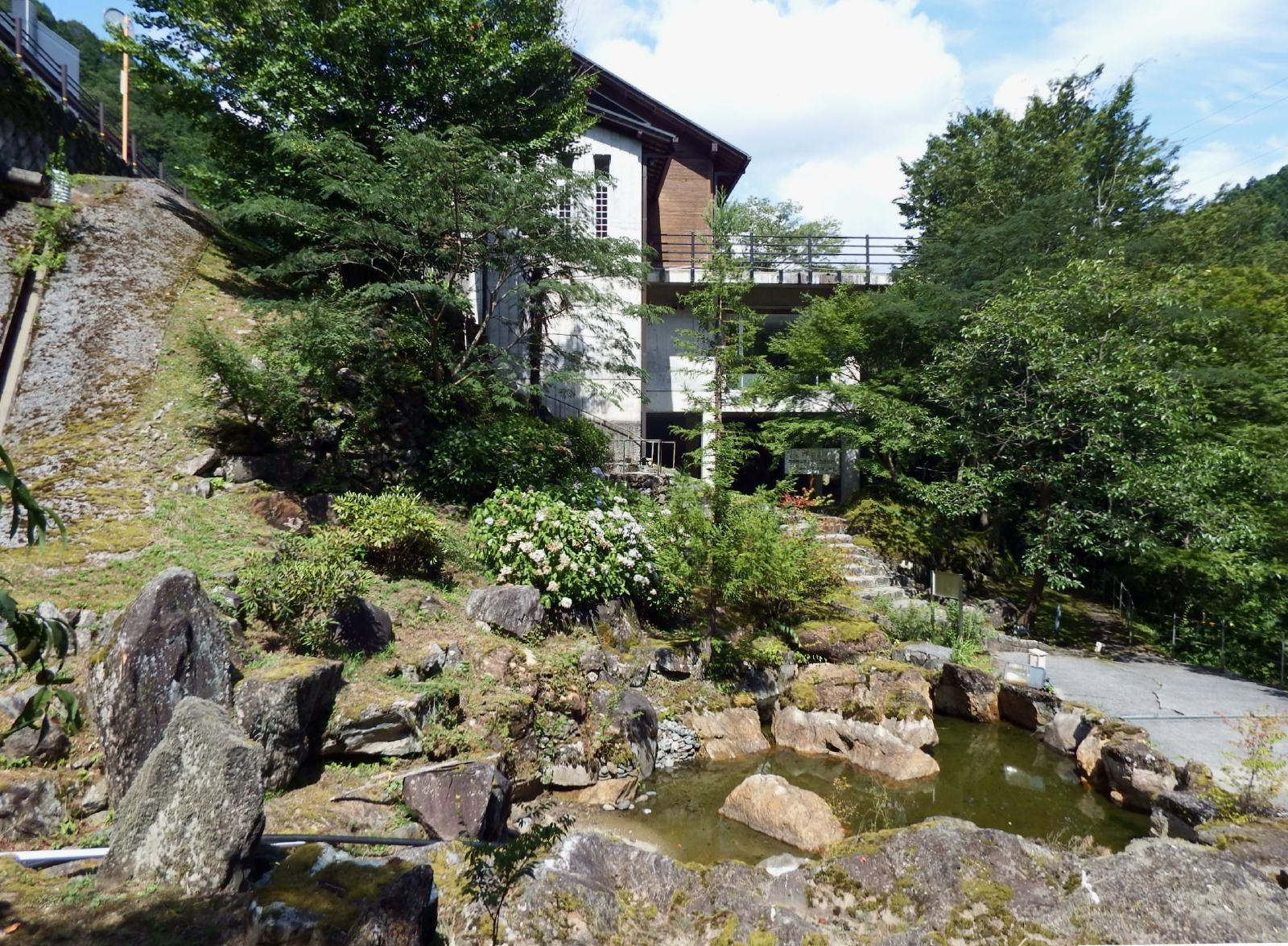
全景
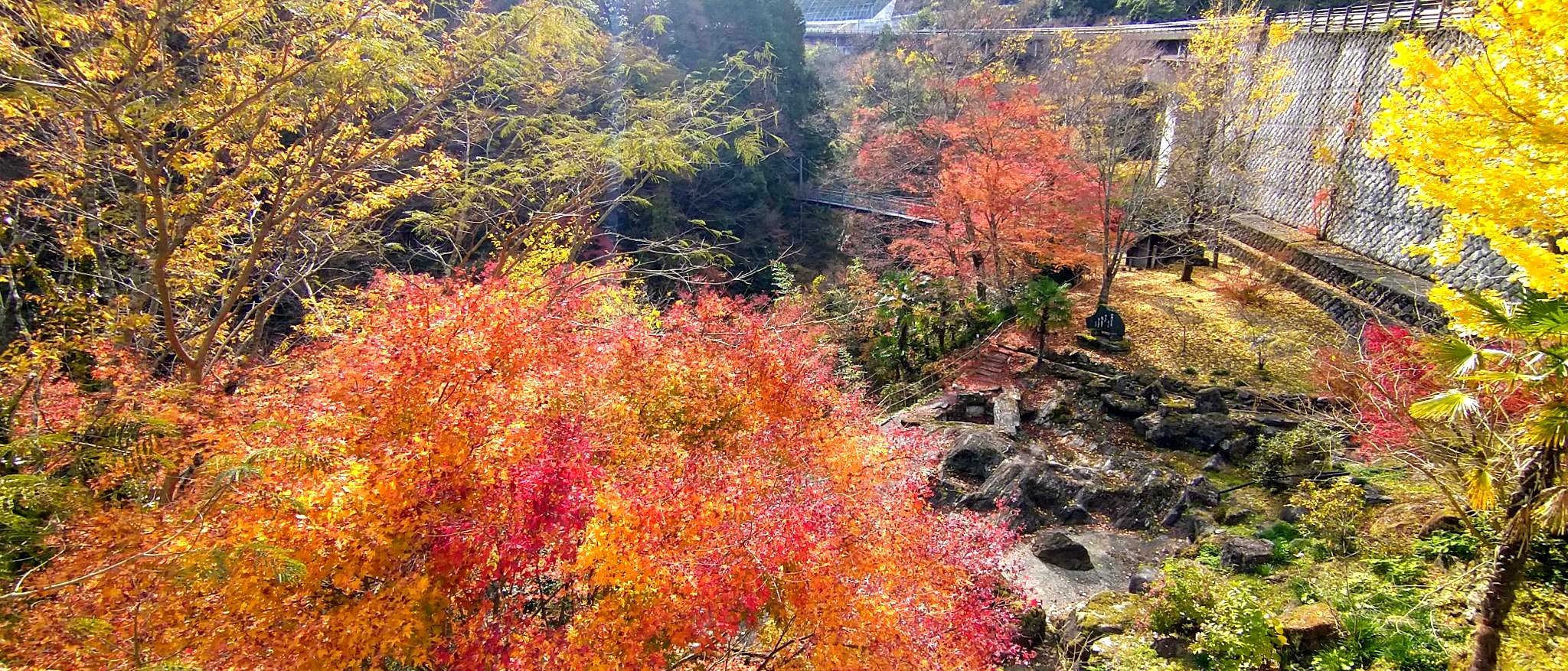
秋
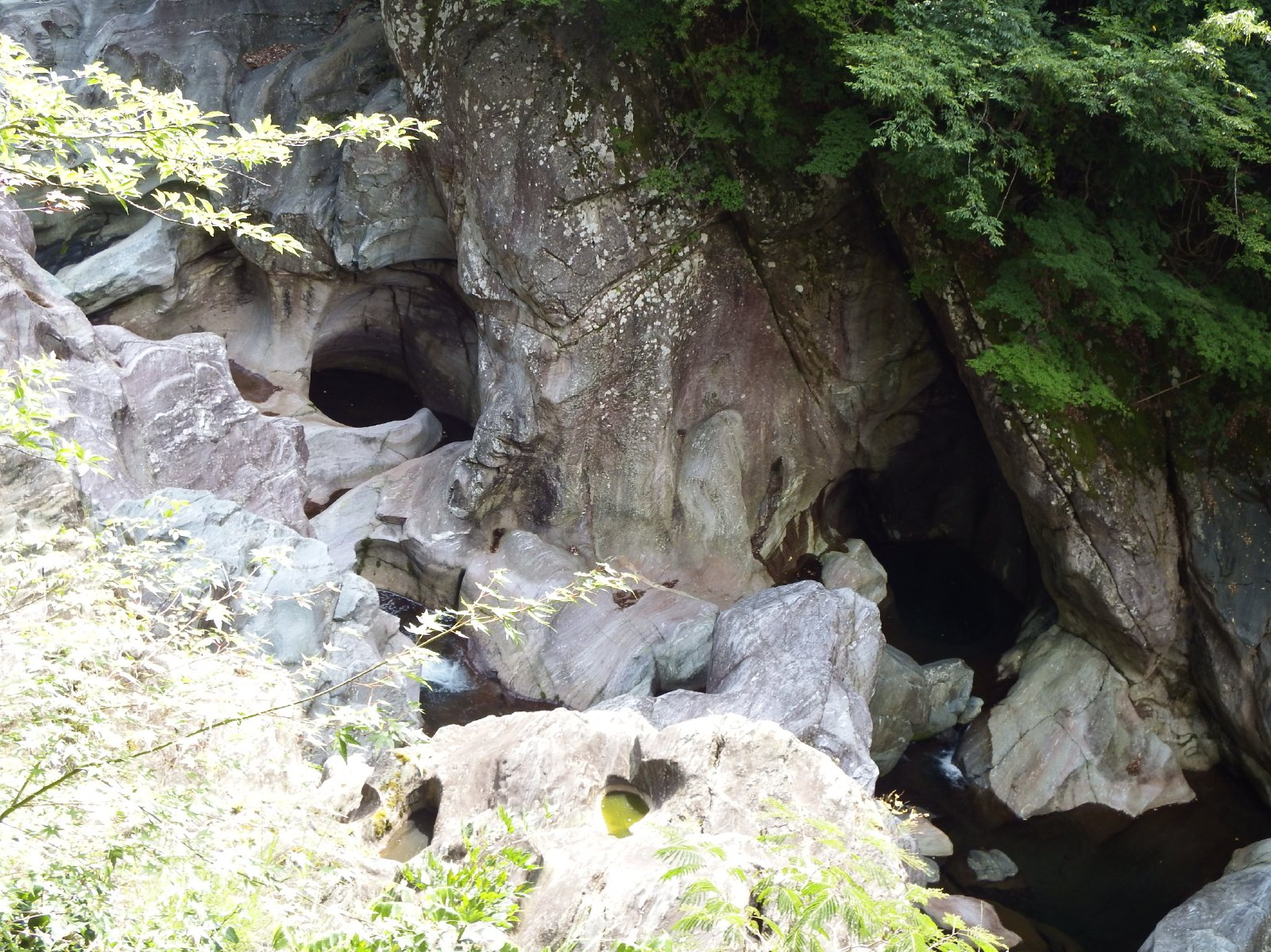
甌穴
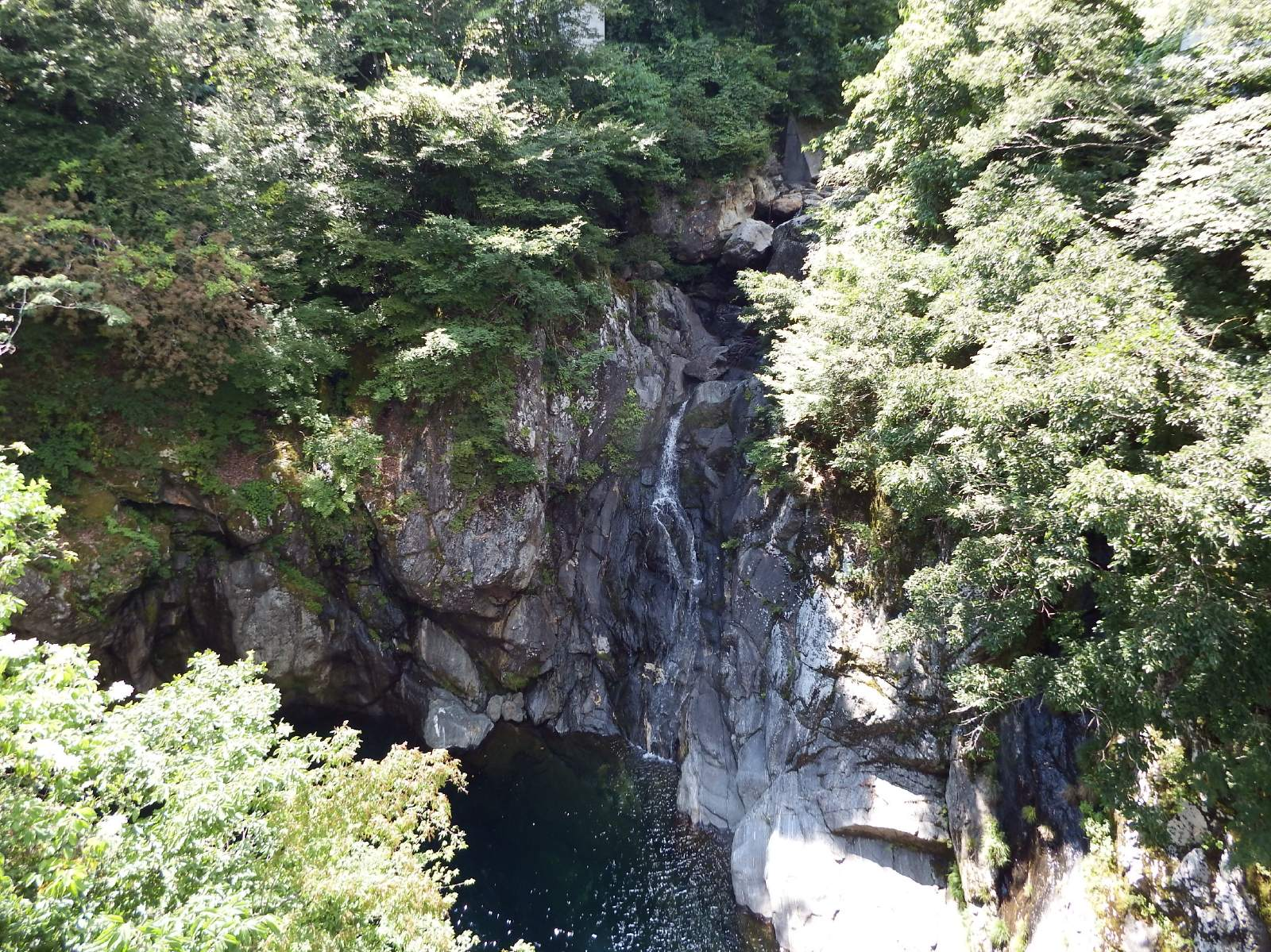
せったい淵
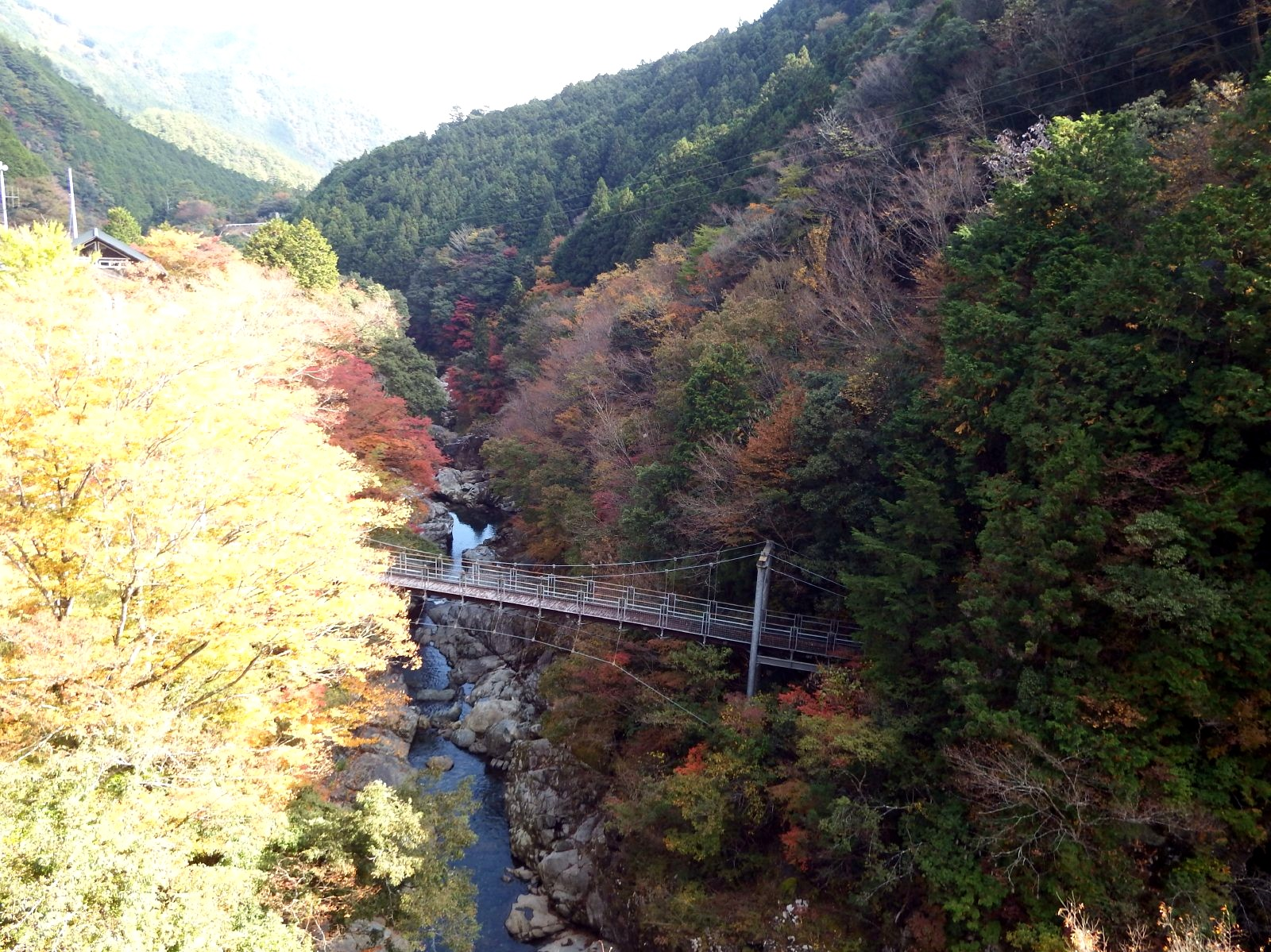
銅山川

歌碑：川田順「赤石の山ホトトギス落葉松 木づたい鳴きて高久わたりぬ」が当館前の公民館の右にある。

## 文化財
新居浜市指定天然記念物
- 保土野渓谷甌穴群：泥質片岩・石英片岩・緑色片岩などをうがった穴。2003年（平成15年）11月4日指定。[2]

## 館の利用について
開館時間：4月から9月は10時から17時、10月から3月は10時から16時。定休日は火曜日と祝日と年末年始。